# Ahmed Souissi
Ahmed Souissi (ar. أحمد السويسي; ur. 7 grudnia 1960) – tunezyjski piłkarz grający na pozycji prawego obrońcy. W swojej karierze rozegrał 7 meczów i strzelił 1 gola w reprezentacji Tunezji.

## Kariera klubowa
W swojej karierze piłkarskiej Souissi grał w klubie CA Bizertin. W sezonie 1991/1992 wywalczył z nim wicemistrzostwo Tunezji.

## Kariera reprezentacyjna
W reprezentacji Tunezji Souissi zadebiutował 25 grudnia 1991 w zremisowanym 2:2 towarzyskim meczu z Kamerunem, rozegranym w Tunisie. W 1994 roku został powołany do kadry na Puchar Narodów Afryki 1994. Na tym turnieju nie rozegrał żadnego meczu. Od 1991 do 1994 roku rozegrał w kadrze narodowej 7 spotkań i strzelił w nich 1 bramkę.